# 김효수(교수)
김효수(1959년~)는 대한민국의 의사이자 의학자로, 서울대학교병원 의생명연구원 연구교수로 재직하고 있다. 그는 심혈관 질환 분야, 특히 줄기세포 치료와 유전자 치료 연구를 수행해 왔다.

## 학력
- 1978–1984: 서울대학교 의과대학 의학사
- 1985–1987: 서울대학교 대학원 의학 석사
- 1987–1994: 서울대학교 대학원 의학 박사

## 경력
- 1994–현재: 서울대학교 의과대학 교수
- 2009–현재: 서울대학교병원 세포유전자치료센터장
- 2012–2016: 서울대학교병원 심혈관센터장 및 순환기내과장
- 2016–2018: 한국지질동맥경화학회 이사장
- 2016–2018: 대한심혈관중재학회 이사장
- 2020–2023: 서울대학교병원 의생명연구원장
- 2021–2022: 대한심장학회 이사장
- 2023–현재: Asia Pacific Society of Cardiology 회장
- 2024–현재: 서울대학교병원 의생명연구원 연구교수

## 수상
- 2008: 제1회 아산의학상 대상 (아산재단)[2]
- 2014: 제24회 분쉬의학상 본상 (대한의학회)[3]
- 2016: 근정훈장 (대한민국 정부)[4]

## 주요 연구
김효수는 심혈관 질환의 줄기세포 및 유전자 치료, 항혈소판제 요법에 관한 임상 연구를 주도하였다. 그의 연구는 《Lancet》, 《Cell Metabolism》, 《Cell Stem Cell》 등 국제 학술지에 게재되었다. 대표적인 연구로는 다음이 있다.
- Kang J, Park KW, Han JK, Hwang D, Yang HM, Park S, … Kim HS. "Dual Antiplatelet Therapy After PCI According To Bleeding Risk: The HOST-BR Trial." Lancet (in press).
- Koo BK, Kang J, Park KW, … Kim HS. "Aspirin versus clopidogrel for chronic maintenance monotherapy after percutaneous coronary intervention (HOST-EXAM)." Lancet. 2021.
- Kim HS, Kang J, Hwang D, … "Prasugrel-based de-escalation of dual antiplatelet therapy (HOST-REDUCE-POLYTECH-ACS)." Lancet. 2020.
- Kang HJ, Kim HS, Zhang SY, … "Effects of intracoronary infusion of peripheral blood stem-cells… (MAGIC cell randomized clinical trial)." Lancet. 2004.
- Lee S, Lee HC, Kwon YW, … Kim HS. "Adenylyl cyclase-associated protein 1 is a receptor for human resistin." Cell Metabolism. 2014.
- Hur J, Choi JI, Lee H, … Kim HS. "CD82/KAI1 Maintains the Dormancy of Long-Term Hematopoietic Stem Cells." Cell Stem Cell. 2016.